# Jupiter Ace

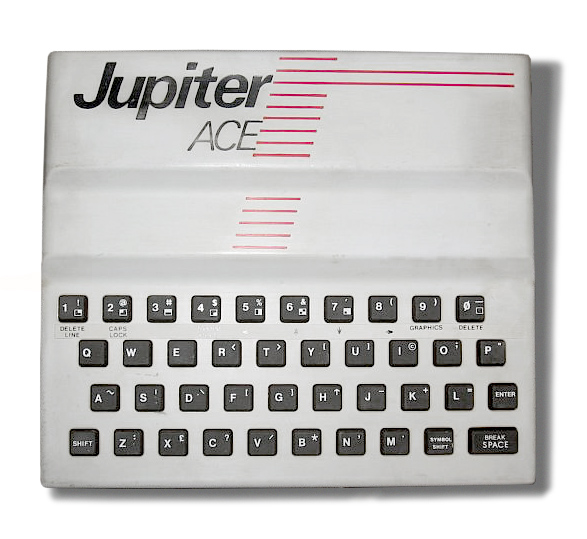
Jupiter Ace prima versione

Il Jupiter Ace, scritto anche ACE, è un home computer a 8 bit prodotto nel 1982-1984 dall'azienda britannica Jupiter Cantab Ltd. di Cambridge.
La sua peculiarità era il supporto del linguaggio di programmazione Forth integrato, mentre all'epoca gli home computer erano tipicamente dotati di linguaggio BASIC. L'Ace era poco costoso e, per chi fosse interessato al Forth, era più vantaggioso acquistare l'Ace piuttosto che procurarsi il Forth per un altro computer già in proprio possesso. Con l'Ace era compresa tra l'altro una buona documentazione cartacea sul Forth..
Il modello fu concepito da Richard Altwasser e Stephen Vickers, ex ingegneri della Sinclair Research che avevano avuto un ruolo primario anche nella creazione dello ZX Spectrum. Ci sono in effetti varie somiglianze con gli home computer della Sinclair come lo ZX81.
L'aspetto esteriore dell'Ace è simile a quello dello ZX80, con dimensioni di 215x190x30 mm e peso di appena 246 g. La tastiera a membrana è simile a quella dello Spectrum.
Il suo microprocessore è lo Zilog Z80A. Il modello minimo possiede 3 kB di RAM, quantità che poteva bastare anche per programmi complessi dato che il codice sorgente Forth è generalmente piuttosto corto. Erano disponibili moduli di espansione da 16 e da 48 kB di RAM aggiuntiva, e con un adattatore è possibile anche utilizzare gli stessi moduli dello ZX81.
La ROM è di 8 kB. Il video è monocromatico, in modalità testo a 32x22 caratteri ridefinibili (8x8 pixel ciascuno) o grafica 64x48. A differenza di ZX80/ZX81, l'Ace è dotato di sonoro, con un altoparlantino interno in grado di generare suoni anche più complessi dei bip.
Come memoria di massa è possibile solo il collegamento con un registratore a cassette, alla velocità di 1500 baud.
Oltre che nel Regno Unito, l'Ace fu commercializzato perlomeno in Francia, Spagna e Germania.
Pur essendo un computer rivolto principalmente ai programmatori che si realizzavano il proprio software, fu dotato di un discreto catalogo di software applicativo commerciale. Già per la configurazione minima a 3 kB erano disponibili un corso di Forth, un monitor in linguaggio macchina e altre utilità per la programmazione, un clone di Space Invaders, un calendario, e molti altri programmi e videogiochi. Per le macchine espanse a 19 kB si notano un gestore di file, un assemblatore, un generatore di grafici, VisiCalc, funzioni matematiche, software musicale e molti videogiochi.